# 1240年代
1240年代（せんにひゃくよんじゅうねんだい）は、西暦（ユリウス暦）1240年から1249年までの10年間を指す十年紀。

## できごと

### 1240年
- マリ帝国成立。
- キエフの戦いにおいてモンゴル帝国軍がキエフを陥落させる。キエフ・ルーシ滅亡。

### 1241年
- ワールシュタットの戦いで、モンゴルのバトゥがドイツ・ポーランド諸侯連合軍を破る。

### 1242年
- 四条天皇が没し、第88代後嵯峨天皇が即位。
- 北条経時が鎌倉幕府第4代執権に就任。

### 1244年
- 藤原頼嗣が鎌倉幕府第5代将軍となる。

### 1246年
- 後嵯峨天皇が譲位し、第89代後深草天皇が即位。
- 北条時頼が鎌倉幕府第5代執権に就任。